# Dominic Grün
Dominic Grün (* 1977 in Bergisch Gladbach/NRW) ist ein deutscher theoretischer Physiker, Systembiologe und Professor an der Julius-Maximilians-Universität Würzburg. Er forscht an Zelldifferenzierung von Immunzellen und Organgewebezellen mittels Einzelzelltechnologien, Machine Learning und Künstlicher Intelligenz. Seit 2022 zählt er zu den meistzitierten Forschenden auf seinem Gebiet.

## Leben und Wirken
Dominic Grün studierte von 1998 bis 2006 theoretische Physik an der Universität Köln/NRW und als Gastwissenschaftler an der New York University New York/USA.  In seiner Promotion wendete er Methoden der statistischen Physik zur Modellierung biologischer Systeme an. Insbesondere veröffentlichte er in dieser Phase viel zitierte Arbeiten zur Vorhersage von Genen, die durch sogenannte microRNAs reguliert werden. Nach seiner Promotion in theoretischer Physik und einigen Jahren in der freien Wirtschaft arbeitete er von 2010 bis 2012 als Postdoc am Max-Delbrück-Centrum für Molekularbiologie in Berlin. Anschließend war er bis 2015 am Forschungszentrum des Hubrecht-Instituts für Entwicklungsbiologie und Stammzellforschung in Utrecht/Niederlande tätig, wo er neuartige bioinformatische Methoden zur Analyse von Einzelzell-Sequenzierdaten entwickelte. Ab 2015 leitete er die Arbeitsgruppe „Quantitative Single Cell Biology“ am Max-Planck-Institut für Immunologie und Epigenetik in Freiburg/Breisgau. Hier kombinierte er experimentelle Einzelzellanalyse mit computergestützter Modellierung, um ein besseres Verständnis der Zelldifferenzierung in Knochenmark und Leber zu erlangen.
2021 erhielt Grün einen Ruf auf den neu eingerichteten Lehrstuhl für Computational Biology of Spatial Biomedical Systems am Institut für Systemimmunologie der Universität Würzburg. Sein wissenschaftliches Interesse gilt insbesondere der Zelldifferenzierung im Kontext von Entwicklung, Erkrankung, und Regeneration. Sein besonderer Fokus liegt in der Erforschung der Rolle von stochastischer Genexpression sowie dem Einfluss der funktionellen Mikroarchitektur von Gewebenischen in der Regulation von Zellzuständen. Von ihm entwickelte Verfahren des Maschinellen Lernens und der Künstlichen Intelligenz dienen dabei der Grundlagenforschung in der Systembiologie ebenso wie der personalisierten Diagnose und Therapie von Krankheiten wie zum Beispiel Leukämie oder Leberfibrose.
Seit 2022 zählt Grün zu den weltweit meist zitierten Wissenschaftlern auf seinem Gebiet. 2020 wurden seine Arbeiten zur Charakterisierung der humanen Leber mittels Einzelzellanalytik mit dem GlaxoSmithKline Prize „Medizinische Grundlagenforschung“ ausgezeichnet. 2018 erhielt er den ERC Consolidator Grant.

## Wissenschaftlicher Werdegang
- 2004–2006 Studium der Theoretischen Physik und Bioinformatik an der Universität Köln und der New York University, Abschluss: Promotion
- 2007–2010 Tätigkeit in der freien Wirtschaft (Risiko Management Consulting)
- 2010–2012 Postdoc am Max-Delbrück-Centrum für Molekularbiologie, Berlin
- 2012–2015 Postdoc am Hubrecht Institute, Utrecht, Niederlande[5]
- 2015–2021 Leiter der Arbeitsgruppe „Quantitative Single Cell Biology“ am Max-Planck-Institut für Immunologie und Epigenetik in Freiburg/Breisgau[6]
- Seit 2021 Inhaber des Lehrstuhls für Computational Biology of Spatial Biomedical Systems und Leiter des Instituts für Systemimmunologie der Universität Würzburg.[7]

## Ausgewählte wissenschaftliche Veröffentlichungen
- R. E. Rosales-Alvarez, J. Rettkowski, J. S. Herman, G. Dumbović, N. Cabezas-Wallscheid, D. Grün: VarID2 quantifies gene expression noise dynamics and unveils functional heterogeneity of ageing hematopoietic stem cells. In: Genome Biology. Band 24, Nr. 1, 2023, S. 148 doi:10.1186/s13059-023-02974-1
- A. Nusser, Sagar, J. B. Swann, B. Krauth, D. Diekhoff, L. Calderon, C. Happe, D. Grün, T. Boehm: Developmental dynamics of two bipotent thymic epithelial progenitor types. In: Nature. Band 606, Nr. 7912, 2022, S. 165–171 doi:10.1038/s41586-022-04752-8
- P. Zeis, M. Lian, X. Fan, J. S. Herman, D. C. Hernandez, R. Gentek, S. Elias, C. Symowski, K. Knöpper, N. Peltokangas, C. Friedrich, R. Doucet-Ladeveze, A. M. Kabat, R. M. Locksley, D. Voehringe, M. Bajenoff, A. Y. Rudensky, C. Romagnani, D. Grün, G. Gasteiger: In situ maturation and tissue adaptation of type 2 innate lymphoid cell progenitors. In: Immunity. Band 53, Nr. 4, 2020, S. 775–792.e9 doi:10.1016/j.immuni.2020.09.002
- Sagar, M. Pokrovskii, J. S. Herman, S. Naik, E. Sock, U. Lausch, M. Wegner, Y. Tanriver, D. R. Littman, D. Grün: Deciphering the Regulatory Landscape of γδ T Cell Development by Single-Cell RNA-Sequencing. In: EMBO Journal. Band 39, Nr. 13, 2020, S. e104159 doi:10.15252/embj.2019104159
- D. Grün, Sagar: Deciphering cell fate decision by integrated single-cell sequencing analysis. In: Annual Review of Biomedical Data Science. Band 3, 2020, S. 1–22 doi:10.1146/annurev-biodatasci-111419-091750
- D. Grün: Revealing Dynamics of Gene Expression Variability in Cell State Space. In: Nature Methods. Band 17, Nr. 1, 2020, S. 45–49 doi:10.1038/s41592-019-0632-3
- A. Aizarani, A. Saviano, Sagar, L. Mailly, S. Durand, J. S. Herman, P. Pessaux, T. F. Baumert, D. Grün: A Human Liver Cell Atlas reveals Heterogeneity and Epithelial Progenitors. In: Nature. Band 572, Nr. 7768, 2019, S. 199–204 doi:10.1038/s41586-019-1373-2
- J. S. Herman, Sagar, D. Grün: FateID infers cell fate bias in multipotent progenitors from single-cell RNA-seq data. In: Nature Methods. Band 15, Nr. 5, 2018, S. 379–386 doi:10.1038/nmeth.4662
- D. Grün, M. J. Muraro, J. C. Boisset, K. Wiebrands, A. Lyubimova, G. Dharmadhikari, M. van den Born, J. van Es, E. Jansen, H. Clevers, E. J. P. de Koning, A. van Oudenaarden: De Novo Prediction of Stem Cell Identity Using Single-Cell Transcriptome Data. In: Cell Stem Cell. Band 19, Nr. 2, 2016, S. 266–277 doi:10.1016/j.stem.2016.05.010
- D. Grün, A. van Oudenaarden: Design and analysis of single cell sequencing experiments. In: Cell. Band 163, Nr. 4, 2015, S. 799–810 doi:10.1016/j.cell.2015.10.039
- D. Grün, A. Lyubimova, L. Kester, K. Wiebrands, O. Basak, N. Sasaki, H. Clevers, A. van Oudenaarden: Single-cell mRNA sequencing reveals rare intestinal cell types. In: Nature. Band 525, 2015, S. 251–255 doi:10.1038/nature14966
- D. Grün, L. Kester, A. van Oudenaarden: Validation of noise models for single-cell transcriptomics enables genome-wide quantification of stochastic gene expression. In: Nature Methods. Band 11, Nr. 6, 2014, S. 637–640 doi:10.1038/nature14966
- D. Grün, M. Kirchner, N. Thierfelder, M. Stoeckius, M. Selbach, N. Rajewsky: Conservation of mRNA and protein expression during development of C. elegans. In: Cell Reports. Band 6, Nr. 3, 2014, S. 565–577 doi:10.1016/j.celrep.2014.01.001
- S. Lall, D. Grün, A. Krek, K. Chen, Y. L. Wang, C. N. Dewey, P. Sood, T. Colombo, N. Bray, P. Macmenamin, H. L. Kao, K. C. Gunsalus, L. Pachter, F. Piano, N. Rajewsky: A genome-wide map of conserved microRNA targets in C. elegans. In: Current Biology. Band 16, Nr. 5, 2006, S. 460–471 doi:10.1016/j.cub.2006.01.050
- D. Grün, Y. L. Wang, D. Langenberger, K. C. Gunsalus, N. Rajewsky: microRNA target predictions across seven Drosophila species and comparison to mammalian targets. In: PLoS Computational Biology. Band 1, Nr. 1, 2005, S. e13 doi:10.1371/journal.pcbi.0010013
- A. Krek, D. Grün, M. N. Poy, R. Wolf, L. Rosenberg, E. J. Epstein, P. MacMenamin, I. da Piedade, K. C. Gunsalus, M. Stoffel, N. Rajewsky: Combinatorial microRNA target predictions. In: Nature Genetics. Band 37, Nr. 5, 2005, S. 495–500 doi:10.1038/ng1536